# Jack Brabham
Sir John Arthur »Jack« Brabham«, avstralski dirkač Formule 1, * 2. april 1926, Hurstville, Novi Južni Wales, Avstralija, † 19. maj 2014, Gold Coast, Queensland, Avstralija.
Sir Jack Brabham je bil dirkač Formule 1, trikratni svetovni prvak v sezonah 1959, 1960 in 1966. Bil je tudi lastnik moštva Formule 1, s katerim je osvojil svoj zadnji naslov, kar je vse do sedaj edini tak slučaj v zgodovini Formule 1.

## Dirkaški začetki
Jack Brabham je bil Avstralec druge generacije, rojen trgovcu v predmestju Sydneya, Hurstville. Pri petnajstih je pustil šolo in začel delati v mehanični delavnici.
Med 2. svetovno vojno je služil pri Royal Australian Air Force, po vojni leta 1946 pa je odprl majhno mehanično delavnico. Ob tem je tudi dirkal in že v svoji prvi sezoni naslov prvaka v seriji NSW, ter se povezal z Ronom Tauranacom.

## Kariera v Formuli 1
V sezoni 1955 je debitiral v Formuli 1 na Veliki nagradi Velike Britanije s svojim dirkalnikom Maserati 250F. Kmalu se je pridružil moštvu Cooper Car Company, ki je bilo prvo z dirkalniki z motorji zadaj. To je prineslo prednost, saj je bilo več teže na pogonskih zadnjih kolesih in tako omogočalo boljši oprijem. V sezoni 1959 je osvojil svoj prvi naslov prvaka z dirkalnikom Coventry Climax-Cooper, naslov pa je ubranil tudi v naslednji sezoni 1960.
Brabham je zmagovitega Cooperja pripeljal po sezoni na dirkališče Indianapolis Motor Speedway za testiranja pred dirko Indianapolis 500 naslednjega leta 1961, kjer je nastopil s prirejenim dirkalnikom Formule 1. Kljub temu da je bil že na tretjem mestu je nato končal šele kot deveti. Na tej dirki je nastopal še v letih 1964, 1969 in 1970. 
V sezoni 1961 je skupaj z Ronom Tauranacom ustanovil moštvo Brabham Racing Organisation. Novo uvedena omejitev motorjev ni bila po godu Brabhamu, tako da ni dobil nobene dirka z dirkalniki z 1500 kubičnimi motorji. Prva zmaga je prišla šele v sezoni 1964, prinesel jo je pa Dan Gurney. V sezoni 1966 je, zdaj z 300 kubičnimi motorji, Brabham s svojim dirkalnikom Brabham-Repco osvojil oba naslova in postal prvi dirkač, ki mu je to uspelo z dirkalnikom, ki je nosil njegovo ime. V naslednji sezoni 1967 pa je naslov osvojil moštveni kolega Denny Hulme. Zaradi ponavljajočih se poškodb v sezoni 1969 se je Brabham nameraval upokojiti.
Ker pa ekipa Brabham ni mogla dobiti nobenega dobrega dirkača, je bil primoran vztrajati še eno leto. Začel je odlično z zmago na prvi dirki za Veliko nagrado Južne Afrike, nato pa je na tretji dirki za Veliko nagrado Monaka vodil do zadnjega zavoja v zadnjem krogu. Brabhamu bi uspelo zadržati Jochena Rindta (ki je nato osvojil naslov), vendar so njegova prednja krilca v ograjo v zadnjem zavoju le nekaj deset metrov pred ciljem, tako da je končal le kot drugi. Po zadnji dirki sezone za Veliko nagrado Mehike se je Brabham pri 44-ih letih res upokojil. V tej sezoni je bil skupaj z Jackiejem Stewartom izenačen na petem mestu. Brabham se je popolnoma umaknil iz dirkanja, prodal ves delež v moštvu Ronu Tauranacu ter se vrnil v rodno Avstralijo.

## Življenje po Formuli
Leta 1976 je Brabham tekmoval v seriji Bathurst z dirkalnikom Bathurst skupaj z Stirlingom Mossom. Čeprav je bil dirkalnik raztreščen na startno-ciljni ravnini, je bil popravljen in na srečo je še vedno na ogled v muzeju.
Brabham je bil imenovan za Avstralca leta 1966, angleška kraljica pa mu je podelila red za zasluge in ga leta 1979 razglasila za viteza (»Knight Bachelor«).
Vsi trije njegovi sinovi, Geoff, Gary in David, so tudi dirkači.
Leta 1990 je bil sprejet v International Motorsports Hall of Fame.
Leta 1998 se je Brabham vrnil na stari Nürburgring in dirkal z dirkalnikom VW New Beetle 1.8T na dirki 6 ur VLN skupaj z Rossom Palmerjem in Melindo Price ter od vseh treh postavil najhitrejši krog s povprečno hitrostjo prek 134 km/h. Povedal je, da se je na dirkališče vrnil prvič po letu 1970 in je bil presenečen nad varnostnimi izboljšavami ter sončnim vremenom.

## Popolni rezultati Formule 1
(legenda) (odebeljene dirke pomenijo najboljši štartni položaj, poševne pa najhitrejši krog, †-uvrščen kljub odstopu)
| Leto | Moštvo                      | Šasija        | Motor               | 1       | 2       | 3       | 4       | 5       | 6       | 7       | 8       | 9       | 10      | 11      | 12     | 13      | Prv | Toč     |
| ---- | --------------------------- | ------------- | ------------------- | ------- | ------- | ------- | ------- | ------- | ------- | ------- | ------- | ------- | ------- | ------- | ------ | ------- | --- | ------- |
| 1955 | Cooper Car Company          | Cooper T40    | Bristol Straight-6  | ARG     | MON     | 500     | BEL     | NIZ     | VB Ret  | ITA     |         |         |         |         |        |         | -   | 0       |
| 1956 | Jack Brabham                | Maserati 250F | Maserati Straight-6 | ARG     | MON     | 500     | BEL     | FRA     | VB Ret  | NEM     | ITA     |         |         |         |        |         | -   | 0       |
| 1957 | Cooper Car Company          | Cooper T43    | Climax Straight-4   | ARG     | MON 6   | 500     | FRA 7   |         | NEM Ret | PES 7   | ITA     |         |         |         |        |         | -   | 0       |
| 1957 | Rob Walker Racing Team      | Cooper T43    | Climax Straight-4   |         |         |         |         | VB Ret  |         |         |         |         |         |         |        |         | -   | 0       |
| 1958 | Cooper Car Company          | Cooper T45    | Climax Straight-4   | ARG     | MON 4   | NIZ 8   | 500     | BEL Ret | FRA 6   | VB 6    | NEM Ret | POR 7   | ITA Ret | MAR 11  |        |         | 18. | 3       |
| 1959 | Cooper Car Company          | Cooper T51    | Climax Straight-4   | MON 1   | 500     | NIZ 2   | FRA 3   | VB 1    | NEM Ret | POR Ret | ITA 3   | ZDA 4   |         |         |        |         | 1.  | 31 (34) |
| 1960 | Cooper Car Company          | Cooper T51    | Climax Straight-4   | ARG Ret |         |         |         |         |         |         |         |         |         |         |        |         | 1.  | 43      |
| 1960 | Cooper Car Company          | Cooper T53    | Climax Straight-4   |         | MON DSQ | 500     | NIZ 1   | BEL 1   | FRA 1   | VB 1    | POR 1   | ITA     | ZDA 4   |         |        |         | 1.  | 43      |
| 1961 | Cooper Car Company          | Cooper T55    | Climax Straight-4   | MON Ret | NIZ 6   | BEL Ret | FRA Ret | VB 4    |         |         |         |         |         |         |        |         | 11. | 4       |
| 1961 | Cooper Car Company          | Cooper T58    | Climax V8           |         |         |         |         |         | NEM Ret | ITA Ret | ZDA Ret |         |         |         |        |         | 11. | 4       |
| 1962 | Brabham Racing Organisation | Lotus 24      | Climax V8           | NIZ Ret | MON 8   | BEL 6   | FRA Ret | VB 5    |         |         |         |         |         |         |        |         | 9.  | 9       |
| 1962 | Brabham Racing Organisation | Brabham BT3   | Climax V8           |         |         |         |         |         | NEM Ret | ITA     | ZDA 4   | JAR 4   |         |         |        |         | 9.  | 9       |
| 1963 | Brabham Racing Organisation | Lotus 25      | Climax V8           | MON 9   |         |         |         |         |         |         |         |         |         |         |        |         | 7.  | 14      |
| 1963 | Brabham Racing Organisation | Brabham BT3   | Climax V8           |         | BEL Ret |         |         |         |         | ITA 5   |         |         |         |         |        |         | 7.  | 14      |
| 1963 | Brabham Racing Organisation | Brabham BT7   | Climax V8           |         |         | NIZ Ret | FRA 4   | VB Ret  | NEM 7   |         | ZDA 4   | MEH 2   | JAR 13  |         |        |         | 7.  | 14      |
| 1964 | Brabham Racing Organisation | Brabham BT7   | Climax V8           | MON Ret | NIZ Ret | BEL 3   | FRA 3   | VB 4    | NEM 12  |         |         |         |         |         |        |         | 8.  | 11      |
| 1964 | Brabham Racing Organisation | Brabham BT11  | Climax V8           |         |         |         |         |         |         | AVT 9   | ITA 14  | ZDA Ret | MEH 15  |         |        |         | 8.  | 11      |
| 1965 | Brabham Racing Organisation | Brabham BT11  | Climax V8           | JAR 8   | MON Ret | BEL 4   | FRA     | VB DNS  | NIZ     | NEM 5   | ITA     | ZDA 3   | MEH Ret |         |        |         | 10. | 9       |
| 1966 | Brabham Racing Organisation | Brabham BT19  | Repco V8            | MON Ret | BEL 4   | FRA 1   | VB 1    | NIZ 1   | NEM 1   | ITA Ret |         |         |         |         |        |         | 1.  | 42 (45) |
| 1966 | Brabham Racing Organisation | Brabham BT20  | Repco V8            |         |         |         |         |         |         |         | ZDA Ret | MEH 2   |         |         |        |         | 1.  | 42 (45) |
| 1967 | Brabham Racing Organisation | Brabham BT20  | Repco V8            | JAR 6   |         |         |         |         |         |         |         |         |         |         |        |         | 2.  | 46 (48) |
| 1967 | Brabham Racing Organisation | Brabham BT19  | Repco V8            |         | MON Ret | NIZ 2   |         |         |         |         |         |         |         |         |        |         | 2.  | 46 (48) |
| 1967 | Brabham Racing Organisation | Brabham BT24  | Repco V8            |         |         |         | BEL Ret | FRA 1   | VB 4    | NEM 2   | KAN 1   | ITA 2   | ZDA 5   | MEH 2   |        |         | 2.  | 46 (48) |
| 1968 | Brabham Racing Organisation | Brabham BT24  | Repco V8            | JAR Ret |         |         |         |         |         |         |         |         |         |         |        |         | 23. | 2       |
| 1968 | Brabham Racing Organisation | Brabham BT26  | Repco V8            |         | ŠPA DNS | MON Ret | BEL Ret | NIZ Ret | FRA Ret | VB Ret  | NEM 5   | ITA Ret | KAN Ret | ZDA Ret | MEH 10 |         | 23. | 2       |
| 1969 | Brabham Racing Organisation | Brabham BT26A | Cosworth V8         | JAR Ret | ŠPA Ret | MON Ret | NIZ 6   | FRA Inj | VB Inj  | NEM Inj | ITA Ret | KAN 2   | ZDA 4   | MEH 3   |        |         | 10. | 14      |
| 1970 | Brabham Racing Organisation | Brabham BT33  | Cosworth V8         | JAR 1   | ŠPA Ret | MON 2   | BEL Ret | NIZ 11  | FRA 3   | VB 2    | NEM Ret | AVT 13  | ITA Ret | KAN Ret | ZDA 10 | MEH Ret | 5.  | 25      |